# بمب‌گذاری ۱۹۹۹ ولادی‌قفقاز
بمب‌گذاری ۱۹۹۹ ولادی‌قفقاز (انگلیسی: 1999 Vladikavkaz bombing) در یک بازار شلوغ در ولادی‌قفقاز، اوستیای شمالی-آلانیا، روسیه در ۱۹ مارس ۱۹۹۹ رخ داد، ۵۲ کشته و ۱۶۸ زخمی بر جای گذاشت. بمب‌گذاران در ۱۵ دسامبر ۲۰۰۳ محاکمه و محکوم شدند. دادگاه همچنین بمب‌گذارانی که از یک واحد نظامی معروف به «اسپاتنیک» بودند را در ۱۸ مه ۱۹۹۹ محکوم کرد که مسبب ۴ کشته و ۱۷ زخمی بودند و در بمب‌گذاری دیگری که در ایستگاه قطار ولادی‌قفقاز در ۲۸ ژوئن ۱۹۹۹ رخ داد ۱۸ تن زخمی شدند. افزون بر آن، دادگاه این افراد را در ربودن چهار افسر روس و بردن آن‌ها به چچن برای باجگیری در ۳۰ ژوئیه ۱۹۹۹ مجرم شناخت. افسران بعداً آزاد شدند. آدام تسوروف (متولد ۱۹۸۰) به حبس ابد محکوم شد و محمود خاتیف و مخمود تمیربایف به ۲۳ سال حبس و عمر خانیف (متولد ۱۹۸۴) به ۱۰ سال زندان محکوم شدند.